# Sydsmörblomma
Sydsmörblomma (Ranunculus sardous) är en växtart i familjen ranunkelväxter.
Sydsmörblomma är en bland annat på Sardinien förekommande växt, som ansågs kunna framkalla krampaktiga ryckningar i ansiktsmuskulaturen, om den förtärdes, den kallades även herba sardoa (sardinsk ört). Härav kommer ordet sardonisk, enligt Svenska Akademiens ordbok. Många arter i släktet Ranunculus är giftiga, jämför till exempel tiggarranunkel.